# Easymile
Easymile SAS mit Sitz in Toulouse und Büros in Berlin, Denver, Melbourne und Singapur ist ein 2014 gegründeter französischer Hersteller von autonomen Fahrzeugen. Das Unternehmen meldete im Sommer 2024 Insolvenz an.

## Unternehmen

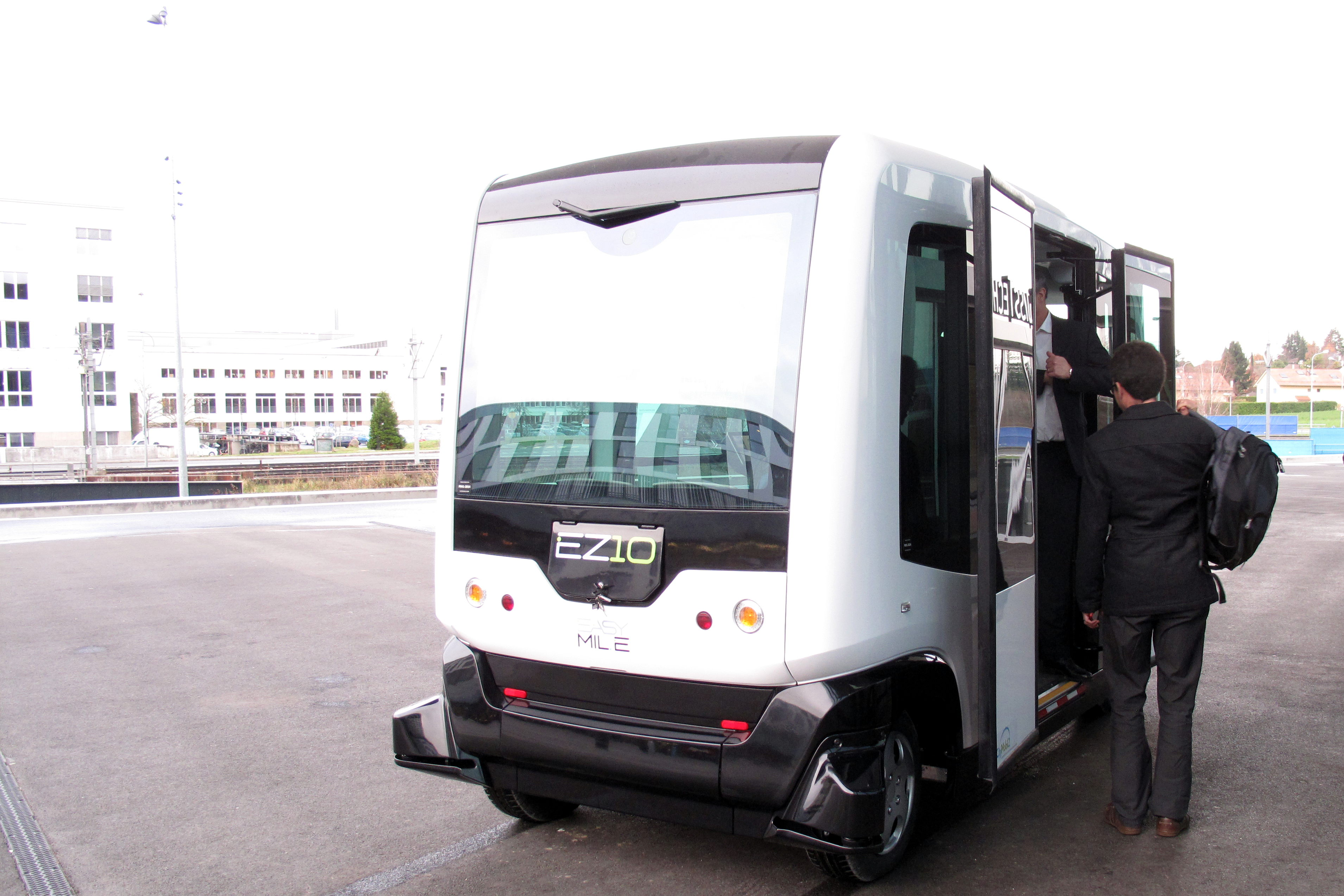
Autonomer Bus EasyMile EZ10

Das Unternehmen wurde 2014 als Gemeinschaftsunternehmen von Groupe Ligier, der Muttergesellschaft eines französischen Kleinwagenherstellers, mit dem Partnerunternehmen Robosoft gegründet. Im Jahr 2017 übernahmen mit Alstom und Automobilzulieferer Continental Automotive zwei Konzerne der Fahrzeugindustrie Minderheitsbeteiligungen an dem Unternehmen.
Seit September 2018 ergänzt das französische staatliche Finanzierungsinstitut Bpifrance den Gesellschafterkreis.
Durch die Beteiligungen flossen dem Unternehmen 34 Mio. EUR an Eigenkapital zu.
Eine weitere Kapitalerhöhung um 55 Mio. Euro erfolgte im Frühjahr 2021; neben den Altgesellschaftern beteiligten sich daran die Investmentfirmen Searchlight Capital Partners, McWin und NextStage AM.
Im August 2024 musste das Unternehmen Insolvenz anmelden, nachdem die bisherigen Aktionäre das Unternehmen in bestehender Form nicht weiter finanzieren wollten – das Management kündigte an, mit den Aktionären einen Fortführungsplan zu erarbeiten; ein Verkauf solle nicht stattfinden. Erst im Sommer 2024 hatte das Unternehmen ein Joint-Venture mit TLD, einem Hersteller von Fahrzeugen für die Flughafenabfertigung, angekündigt, um den autonomen Nutzfahrzeuge zu vermarkten und den Kundendienst zu gewährleisten. Das Joint Venture mit rund zwanzig Außendienstmitarbeitern und Ingenieuren hat seinen Sitz in Denver in den USA und hat eine Niederlassung in Berlin eröffnet.

## Fahrzeuge

### Easymile EZ10

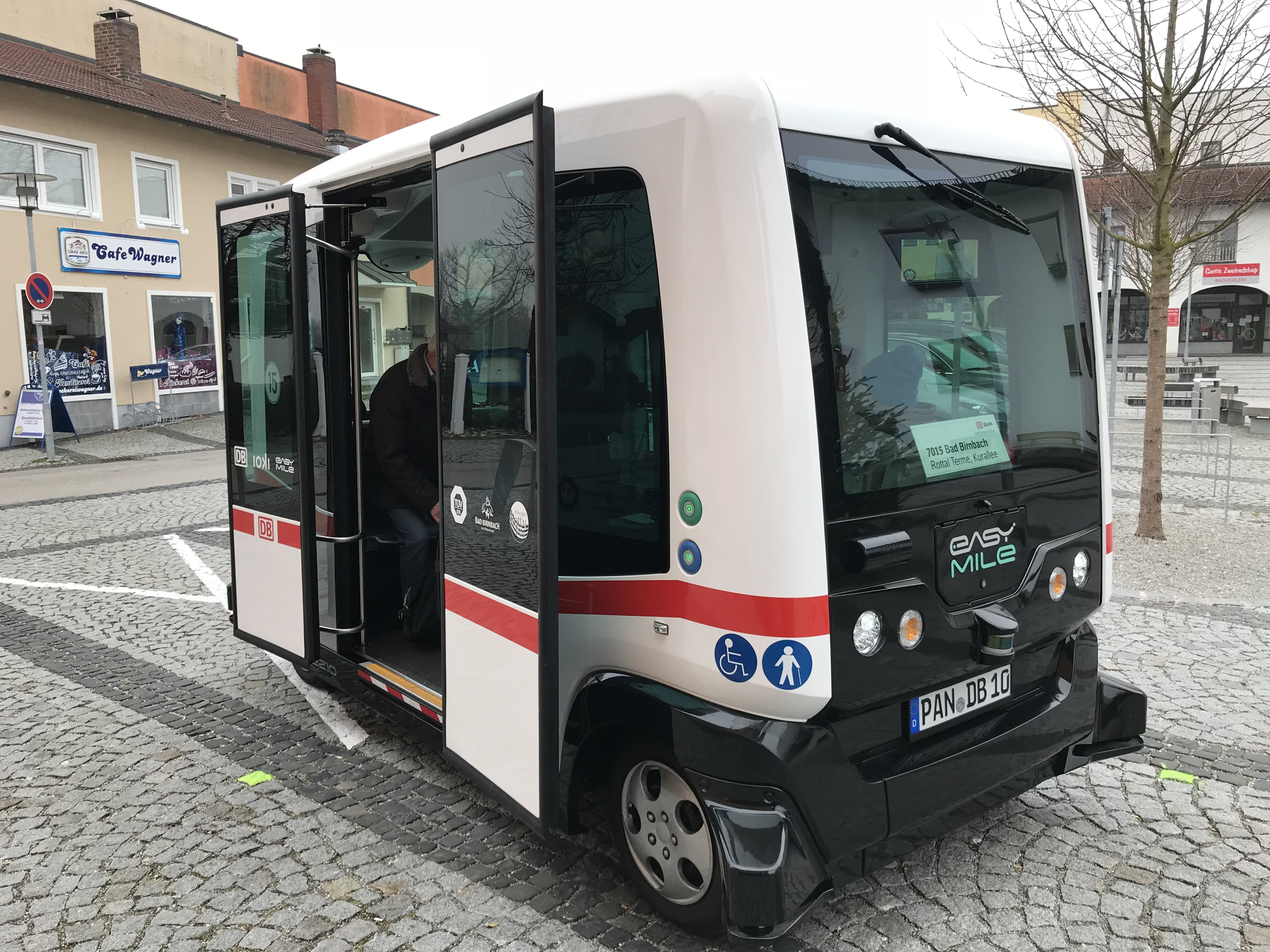
Autonomes Fahren in Bad Birnbach

Der 2014 vorgestellte fahrerlose Kleinbus EZ10 wird bei Ligier gefertigt und war bis September 2018 bei über 210 Projekten beteiligt, wobei 250.000 km zurückgelegt wurden und 320.000 Passagiere befördert wurden.
In Paris waren zwei Busse zwischen Januar und April 2017 in Partnerschaft mit der städtischen Verkehrsgesellschaft RATP im experimentellen Passagiereinsatz zwischen der Gare de Lyon und der Gare d’Austerlitz unterwegs. Seinen ersten Einsatz in Deutschland fand der Kleinbus ab Oktober 2017 in Bad Birnbach. Seit Februar 2020 fahren fünf Kleinbusse dieses Typs in Monheim am Rhein zwischen Busbahnhof und Altstadt.
Am 20. Dezember 2024 wurde jedoch die zumindest vorläufige Einstellung des Projekts in Bad Birnbach zum 31. Dezember 2024 bekanntgegeben, da Easymile sich 2025 aus dem ÖPNV-Sektor zurückziehe und die Projektpartner befürchten, dass dann kein ausreichender Support für den weiteren Betrieb zur Verfügung stehen werde.

### TractEasy
Ein weiteres Projekt von Easymile ist der TractEasy, ein selbstfahrender elektrischer Gepäck-Traktor. Er entstand aus der 2017 begonnenen Zusammenarbeit mit dem Unternehmen TLD, das Flughäfen und Industriestandorte mit Equipment ausrüstet. Aus deren elektrischem Kleinschlepper Jet-16 entstand der autonom fahrende Transporttraktor TractEasy. Er zieht eine Anhängelast von 25 Tonnen mit einer Geschwindigkeit bis zu 25 km/h und kommt seit 2018 zum Einsatz. Die französische TLD Group verkauft ihre Produkte in über 100 Ländern.
2020 wurde das Fahrzeug in der Kategorie „AGV/Robot“ nominiert für den „International Intralogistics and Forklift Truck of the Year-Award“ (IFOY).